# Doswellia
Doswellia kaltenbachi
Genre
Espèce
Doswellia est un genre éteint d'archosauriformes qui est placé dans sa propre famille, les Doswellidae, et dans son propre sous-ordre, les Doswelliina.
C'était un carnivore terrestre qui vivait dans l'Est de l'Amérique du Nord pendant le Carnien au Trias supérieur. Des fossiles ont été trouvés dans le membre Poor Farm de la Formation de Falling Creek, en Virginie. La formation, qui se trouve dans le bassin de Taylorsville, fait partie du plus grand Supergroupe Newark.

## Systématique
L'espèce type et unique représentant du genre, Doswellia kaltenbachi, a été décrite en 1980 par le paléontologue américain Robert E. Weems (d) qui place le genre Doswellia dans sa propre famille, les Doswelliidae, et son propre sous-ordre, les Dosweliina, et ce au sein des Thecodontia, un groupe d'archosaures qui, traditionnellement, inclut beaucoup d'archosaures du Trias.
En 1993, J. Michael Parrish (d) classe Doswellia parmi les plus primitifs des crurotarsiens, un groupe qui comprend les crocodiliens et apparentés disparus. 
En 2009, David Dilkes (d) et Hans-Dieter Sues proposent une relation entre Doswellia et les Proterochampsidae une famille primitive d'archosauriformes. 
Enfin, en 2011, Julia B. Desojo (d), Martín D. Ezcurra (d) et Cesar L. Schultz (d) y ajoutent les archosauriformes brésiliens Tarjadia et Archeopelta et trouvent un soutien pour la classification de Dilkes et Sues dans leur propre analyse phylogénétique.

## Étymologie
Le nom du genre Doswellia fait référence à la ville de Doswell dans l’État de Virginie près de laquelle les restes ont été mis au jour.
Son épithète spécifique, kaltenbachi, lui a été donnée en l'honneur de James Kaltenbach qui a découvert le spécimen type.

## Publication originale
- (en) Robert E. Weems, « An Unusual Newly Discovered Archosaur from the Upper Triassic of Virginia, U. S. A », Transactions of the American Philosophical Society, vol. 70, no 7,‎ 1980, p. 1-53 (ISSN 0065-9746 et 2325-9264, OCLC 2382293, DOI 10.2307/1006472, JSTOR 1006472).